# Перевтома
Перевто́ма — патологічний стан, клінічний симптом, що розвивається у людини внаслідок хронічної фізичної чи психологічної перенапруги, клінічні прояви якого визначають функціональні порушення в центральній нервовій системі.
Характерні прояви: відсутність бажання сну як такого, знижена реакція, почервоніння очного яблука, набряки обличчя, зміна кольору шкіри обличчя, нудота, блювання, запаморочення, дискомфорт і нервозність.

## Визначення
Втома в медичному контексті використовується для охоплення досвіду низької енергії, який не спричинений нормальним життям.[джерело?]
Втома є багатогранною та широко визначеною, що особливо ускладнює розуміння причини її проявів у станах із різноманітною патологією, включаючи аутоімунні захворювання.
Використання терміна «втома» в медичному контексті може мати неточні конотації із загального вживання цього слова. Точніша термінологія також може знадобитися, щоб охопити варіанти в рамках загального терміну втоми.

### Порівняння з сонливістю
Втома зазвичай вважається більш тривалим станом, ніж сонливість (сомноленція). Хоч сонливість може бути симптомом захворювання, зазвичай вона є результатом відсутності спокійного сну або відсутності стимуляції. Втома часто описується як незручна втома, тоді як сонливість може бути комфортною та привабливою.

## Оцінювання
Втома зараз визначається багатьма різними самовимірювальними опитуваннями. Не має консенсусу щодо найкращої практики, а існуючі опитування не враховують періодичний характер деяких форм втоми.
У 2014 році Nintendo оголосила про плани щодо пристрою для кількісного вимірювання втоми, але проєкт було зупинено в 2016 році.

## Діагностика
Незначні темні кола, на додаток до натяку на мішки під очима, поєднання, яке вказує на недосипання та/або розумову втому.
Одне дослідження дійшло висновку, що приблизно 50 % людей, які страждають від втоми, отримують діагноз через рік, який міг би пояснити перевтому. У тих людей, у яких є можливий діагноз, найчастіше зустрічаються проблеми опорно-рухового апарату (19,4 %) та психологічні (16,5 %). Фізичні умови були виявлені лише в 8,2 % випадків.
Якщо людина з втомою вирішує звернутися за медичною допомогою, загальна мета полягає в тому, щоб виявити та виключити будь-які виліковні захворювання. Це робиться шляхом розгляду історії хвороби людини, будь-яких інших наявних симптомів і оцінки якості самої втоми. Постраждала людина може виявити закономірності втоми, наприклад, більшу втому в певний час доби, чи посилюється втома впродовж дня та чи зменшується втома після сну.
Оскільки порушення сну є значною причиною втоми, діагностична оцінка враховує якість сну, емоційний стан людини, режим сну та рівень стресу. Велике значення має тривалість сну, години, відведені для сну, і кількість прокидань людини впродовж ночі. Щоб виключити порушення сну, може бути призначено дослідження сну.
Депресія та інші психологічні стани можуть викликати втому, тому люди, які повідомляють про втому, регулярно проходять обстеження на наявність цих станів, а також розладів, пов'язаних із вживанням психоактивних речовин, неправильного харчування та відсутності фізичних вправ, що парадоксальним чином збільшує втому.
Можна провести базові медичні обстеження, щоб виключити загальні причини втоми. До них належать аналізи крові на наявність інфекції чи анемії, аналіз сечі на виявлення ознак захворювання печінки чи цукрового діабету та інші аналізи на перевірку функції нирок і печінки, наприклад комплексна метаболічна панель. Залежно від соціальної історії пацієнта можуть бути обрані інші обстеження, наприклад тест на ВІЛ або тест на вагітність.

## Лікування та налагодження

### Ліки
Певні ліки можуть бути оцінені на наявність побічних ефектів, які сприяють втомі, а взаємодія ліків є складною.

### Зміна способу життя
Зменшення ожиріння та споживання кофеїну та алкоголю може зменшити втому.

### Ліки, що використовуються для лікування втоми
NICE Великобританії рекомендує розглядати амантадин, модафініл та SSRIs для лікування втоми при МС(мультисклероз). Психостимулятори, такі як метилфенідат, амфетаміни та модафініл, використовувалися для лікування втоми, пов'язаної з депресією, а також таких медичних захворювань, як синдром хронічної втоми та рак. Вони також використовувалися для протидії втомі при втраті сну та в авіації.

### Можливі методи лікування
Яскраве світло може зменшити втому, спричинену МС.
Короткі спалахи електричного струму низької напруги, прикладені до бічної частини шиї, можуть зменшити втому.